# Leucozonia
Leucozonia là một chi ốc biển, là động vật thân mềm chân bụng sống ở biển trong họ Fasciolariidae.

## Các loài
Các loài trong chi Leucozonia gồm có:
- Leucozonia cerata (Wood, 1828)[3]
- Leucozonia leucozonalis (Lamarck, 1822)
- Leucozonia nassa (Gmelin, 1791)
- Leucozonia ocellata (Gmelin, 1791)
- Leucozonia ponderosa Vermeij & Snyder, 1998
- Leucozonia rudis (Reeve, 1847)
- Leucozonia smaragdula (Linnaeus, 1758)
- Leucozonia triserialis (Lamarck, 1822)
- Leucozonia tuberculata (Broderip, 1833)

fossil species 
- Leucozonia rhomboidea (Gabb, 1873) from the Gurabo Formation (đầu Pliocene) của Cộng hòa Dominica
- Leucozonia striatula Vermeij, 1997, from the Cercado (cuối Miocene) and basal Gurabo Formations of the Dominican Republic